# Ningšja
Ningšja (pinjin: Ningxia, kitajsko: 宁夏, izgovorjava v mandarinščini: [nǐŋ.ɕjâ]), uradno Avtonomna pokrajina Ningšja ljudstva Hui (ARNH), je kopenska avtonomna pokrajina v severozahodni Ljudski republiki Kitajski. Kot nekdanja provinca je bila Ningšja leta 1954 vključena v provinco Gansu, vendar je bila od nje leta 1958 ločena in bila nato ponovno ustanovljena kot avtonomna pokrajina za ljudstvo Hui, eno od 56 uradno priznanih narodnosti Kitajske. Dvajset odstotkov kitajskega prebivalstva Hui živi v Ningšji.
Ningšja je omejena s provinco Šaanši na vzhodu, Gansu na jugu in zahodu ter avtonomno pokrajino Notranja Mongolija na severu. Ima površino približno 66.400 kvadratnih kilometrov. Ta redko poseljena, večinoma puščavska regija delno leži na Puhlični planoti in v prostrani ravnici Rumene reke, ob njeni severovzhodni meji pa leži del kitajskega zidu. V več kot 2000 letih je bil od dinastije Čin zgrajen obsežen sistem prekopov (skupna dolžina približno 1397 kilometrov). Obsežni projekti pridobivanja obdelovalne zemlje in namakanja so omogočili večjo pridelavo pridelkov.
Ningšja je bila jedro dinastije Zahodni Šja v 11.–13. Stoletju, ki so ga ustanovili Tanguti; ime Miroljubni Šja izhaja iz mongolskega osvajanja države. Tanguti so dosegli pomembne dosežke v literaturi, umetnosti, glasbi in arhitekturi, zlasti z izumom tangutske pisave. Dolgo eno najrevnejših območij v državi, je od 1980-ih majhna vinarska industrija, postala ena izmed gospodarsko najpomembnejših panog province. Pred prihodom vinogradništva se je 6,8 milijona prebivalcev Ningšje, od tega 36 odstotkov muslimanov iz etnične skupine Hui, v veliki meri opiralo na pašništvo, samooskrbno kmetijstvo in gojenje volčjih jagod, ki se uporabljajo v tradicionalni kitajski medicini. V provinci je bilo v letu 2017 skoraj 40.000 hektarjev vinskega grozdja, iz katerih je bilo proizvedenih 120 milijonov steklenic vina - četrtina celotne proizvodnje v državi.